# 沃爾什冰原島峰
73°9′S 63°11′W / 73.150°S 63.183°W
沃爾什冰原島峰（英語：Walsh Nunatak），是南極洲的冰原島峰，位於帕爾默地的海恩斯冰川北岸，處於阿克斯沃西山西南面15公里，屬於達納山脈的一部分，美國地質調查局根據測量和該國海軍的空中照片繪入地圖，現時由南極條約體系管理。